# Тетнанг
Тетнанг (њем. Tettnang) град је у њемачкој савезној држави Баден-Виртемберг. Једно је од 23 општинска средишта округа Бодензе. Према процјени из 2010. у граду је живјело 18.540 становника. Посједује регионалну шифру (AGS) 8435057.

## Географски и демографски подаци
Тетнанг се налази у савезној држави Баден-Виртемберг у округу Бодензе. Град се налази на надморској висини од 466 метара. Површина општине износи 71,2 km². У самом граду је, према процјени из 2010. године, живјело 18.540 становника. Просјечна густина становништва износи 260 становника/km².

## Међународна сарадња
| Мјесто  | Држава    | Врста сарадње | Од    |
| ------- | --------- | ------------- | ----- |
| Омагари | Јапан     | пријатељство  | 1989. |
|         | Француска | партнерство   | 1990. |
| Извор   |           |               |       |